# فرهاد جم
فرهاد صفری جم (زاده ۸ شهریور ۱۳۴۵، جوادیه تهران) بازیگر سینما، تئاتر و تلویزیون ایران است. وی در نقش یک همجنسگرا در فیلم سینمایی نابازیگر ساخته ی حمیدرضا سنگیان بازی کرد.

## زندگی‌نامه
جم زادهٔ ۱۳۴۵ در محله جوادیه تهران است. وی دارای مدرک لیسانس تئاتر از «دانشکده هنر وزارت فرهنگ و ارشاد اسلامی» است. فرهاد جم فعالیت در تئاتر را به صورت حرفه‌ای از سال ۱۳۷۰ و همچنین بازی در سینما را از سال ۱۳۷۳ با فیلم «راه افتخار» به کارگردانی «داریوش فرهنگ» آغاز کرده‌است. وی در همان سال نقش کوتاهی نیز در فیلم «پری» به کارگردانی داریوش مهرجویی ایفا نمود. از اولین آثار تلویزیونی وی می‌توان به مجری‌گری «مسابقه راز سیب» (۱۳۷۳–۱۳۷۲) و بازی در سریال «همسران» (۱۳۷۳) اشاره کرد. در سال ۱۳۹۶ یک مجموعه از داستان‌های کوتاه فرهاد جم به نام مرد همه چیز دان توسط انتشارات جاویدان منتشر شد که در ۲۱۳ صفحه شامل ۲۱ داستان کوتاه می‌باشد.

## فیلم‌شناسی

### سینما
1. هادرم باش (علی امانی) ۱۴۰۲
2. نابازیگر (حمیدرضا سنگیان) ۱۴۰۱
3. دل بی‌قرار (قربان محمدپور، ۱۳۹۱)
4. شور زندگی (فریال بهزاد، ۱۳۷۷)
5. معصوم (داود توحید پرست، ۱۳۷۷)
6. یاغی (جهانگیر جهانگیری، ۱۳۷۶)
7. در سرزمینی دیگر (مجید جوانمرد، ۱۳۷۵)
8. توطئه (علی قوی تن، ۱۳۷۴)
9. پری (داریوش مهرجویی، ۱۳۷۳)
10. راه افتخار (داریوش فرهنگ، ۱۳۷۳)

### تلویزیون
| سال       | نام                            | سمت    | کارگردان               | توضیحات                                                                |
| --------- | ------------------------------ | ------ | ---------------------- | ---------------------------------------------------------------------- |
| ۱۴۰۱      | راز ناتمام                     | بازیگر | امین امانی             | شبکه یک                                                                |
| ۱۳۹۸      | ستایش ۳                        | بازیگر | سعید سلطانی            | شبکه ۳                                                                 |
| ۱۳۹۵      | ماه و پلنگ                     | بازیگر | احمد امینی             | شبکه ۳                                                                 |
| ۱۳۹۳      | آسمان من                       | بازیگر | محمدرضا آهنج           |                                                                        |
| ۱۳۹۲–۱۳۹۱ | ستاره حیات                     | بازیگر | جواد ارشاد             | شبکه ۲                                                                 |
| ۱۳۹۱      | یک لحظه دیرتر (سری دوم)        | بازیگر | راما قویدل             |                                                                        |
| ۱۳۹۱      | مسابقه «از کی بپرسم» (سری دوم) | مجری   | امید محمدیان امیری     | شبکه تهران                                                             |
| ۱۳۹۱–۱۳۹۰ | قهر و آشتی                     | بازیگر | علی ژکان               |                                                                        |
| ۱۳۹۰      | پازل                           | بازیگر | ابراهیم شیبانی         | به سفارش نیروی انتظامی                                                 |
| ۱۳۸۸      | دفتر مشق                       | بازیگر | کریم سربخش             | شبکه قرآن                                                              |
| ۱۳۸۸      | تله‌فیلم «دلهره»                | بازیگر | اکبر منصورفلاح         |                                                                        |
| ۱۳۸۷      | تله‌فیلم «من، تو، او»           | بازیگر | محمدصادق پروین آشتیانی |                                                                        |
| ۱۳۸۷–۱۳۸۶ | تله‌فیلم «گنجشک»                | بازیگر | داریوش ربیعی           |                                                                        |
| ۱۳۸۵      | پول کثیف                       | بازیگر | جواد افشار             |                                                                        |
| ۱۳۸۳–۱۳۸۲ | هنگامه                         | بازیگر | مجید جوانمرد           | شبکه ۱                                                                 |
| ۱۳۸۱      | خوش‌رکاب                        | بازیگر | علی شاه‌حاتمی           | در نوروز ۱۳۸۲ از شبکه ۱ پخش شد.                                        |
| ۱۳۸۰      | عشق سال‌های جنگ                 | بازیگر | علی بهادر              | شبکه ۳                                                                 |
| ۱۳۷۷–۱۳۷۸ | بگذار آفتاب برآید              | بازیگر | حسین مختاری            | شبکه ۳                                                                 |
| ۱۳۷۷      | تولدی دیگر                     | بازیگر | داریوش فرهنگ           | شبکه تهران                                                             |
| ۱۳۷۷      | تله‌تئاتر «کشتی اسپرانزا»       | بازیگر | محمد رحمانیان          | شبکه ۲ کارگردان تلویزیونی: «ساسان امیرپور» نویسنده: «فرد فون هورشلمان» |
| ۱۳۷۶      | در پی فاخته                    | بازیگر | مسعود آب‌پرور           |                                                                        |
| ۱۳۷۶–۱۳۷۴ | ماه مهربان                     | بازیگر | بهروز بقایی            | کارگردان تلویزیونی: «مسعود فروتن» نویسنده: «اصغر فرهادی»               |
| ۱۳۷۵      | فرزندم بزرگ شده                | بازیگر | غلامرضا رمضانی         | شبکه تهران                                                             |
| ۱۳۷۵–۱۳۷۴ | مسابقه «راز سیب»               | مجری   | محمدصادق جلالی         | شبکه ۳ یکی دیگر از مجریان این مسابقهٔ تلویزیونی، «مهسا مهجور» بود.      |
| ۱۳۷۴      | دزدان مادربزرگ                 | بازیگر | مهدی صباغ‌زاده          | شبکه ۱                                                                 |
| ۱۳۷۳      | همسران                         | بازیگر | بیژن بیرنگ مسعود رسام  | شبکه ۲                                                                 |